# Kengen
Kengen (japanisch 乾元) ist eine japanische Ära (Nengō) von Dezember 1302 bis September 1303 nach dem gregorianischen Kalender. Der vorhergehende Äraname ist Shōan, die nachfolgende Ära heißt Kagen. Die Ära fällt in die Regierungszeit des Kaisers (Tennō) Go-Nijō.
Der erste Tag der Kengen-Ära entspricht dem 10. Dezember 1302, der letzte Tag war der 15. September 1303. Die Kengen-Ära dauerte zwei Jahre oder 280 Tage.

## Ereignisse
- Hōjō Morotoki ist Regent von Japan